# José Pedro Santos
José Pedro Santos (* 6. September 1976 in Campos dos Goytacazes), auch bekannt als Pedrinho, ist ein ehemaliger brasilianischer Fußballspieler.

## Karriere
Pedrinho begann seine Karriere 1996 bei EC Noroeste und spielte unter anderem auch bei AD São Caetano und Ituano FC. 1998 wechselte er zu SE Palmeiras. 1998 gewann er mit dem Verein den Copa do Brasil. 1999 gewann er mit dem Verein den Copa Libertadores. 2000 wechselte er zum japanischen Erstligisten Kawasaki Frontale und erreichte er das Finale des J.League Cup. 2001 wechselte er zum paraguayischen Club Cerro Porteño. Mit dem Verein wurde er 2001 paraguayischer Meister. 2002 wechselte er zu Club Libertad. Mit Libertad wurde er 2002 und 2003 paraguayischer Meister. 2005 kehrte er nach Brasilien zurück und unterschrieb einen Vertrag beim Zweitligisten Grêmio FBPA. 2005 feierte er mit dem Verein die Zweitligameisterschaft und den Aufstieg in die erste Liga. 2006 wechselte er zum Zweitligisten Ceará SC. 2007 wechselte er zu Club Libertad zurück. Mit dem Verein wurde er 2007 paraguayischer Meister.

## Erfolge
SE Palmeiras
- Brasilianischer Pokalsieger: 1998
- Copa Mercosur: 1998
- Copa Libertadores: 1999

Club Cerro Porteño
- Paraguayischer Meister: 2001

Club Libertad
- Paraguayischer Meister: 2002, 2003, 2007